# Lalang (Manggar)
Lalang is een bestuurslaag in het regentschap Belitung Timur van de provincie Bangka-Belitung, Indonesië. Lalang telt 4269 inwoners (volkstelling 2010).

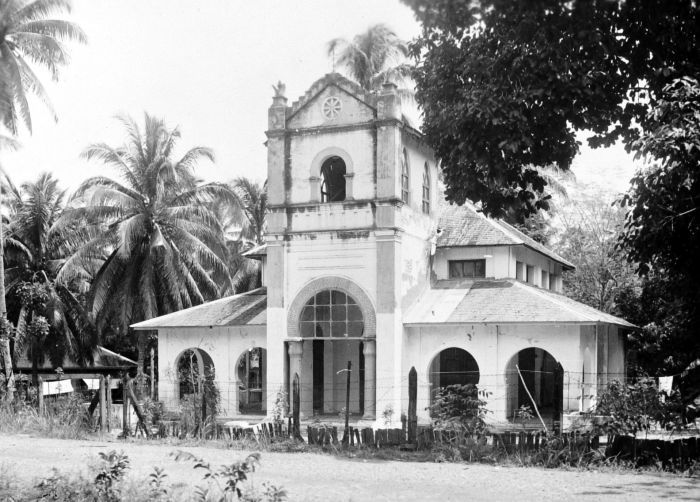
Moskee van Lalang